# Роумінг-Шорс (Огайо)
Роумінг-Шорс (англ. Roaming Shores) — селище (англ. village) в США, в окрузі Ештабула штату Огайо. Населення — 1586 осіб (2020).

## Географія
Роумінг-Шорс розташований за координатами 41°38′20″ пн. ш. 80°49′42″ зх. д. / 41.63889° пн. ш. 80.82833° зх. д. (41.638816, -80.828275).  За даними Бюро перепису населення США в 2010 році селище мало площу 7,30 км², з яких 5,43 км² — суходіл та 1,86 км² — водойми.

## Демографія
Згідно з переписом 2010 року, у селищі мешкало 1508 осіб у 582 домогосподарствах у складі 433 родин. Густота населення становила 207 осіб/км².  Було 866 помешкань (119/км²).
Расовий склад населення:
| - 98,6 % — білих - 0,5 % — чорних або афроамериканців - 0,3 % — азіатів |

До двох чи більше рас належало 0,6 %. Частка іспаномовних становила 0,5 % від усіх жителів.
За віковим діапазоном населення розподілялося таким чином: 24,9 % — особи молодші 18 років, 61,6 % — особи у віці 18—64 років, 13,5 % — особи у віці 65 років та старші. Медіана віку мешканця становила 40,2 року. На 100 осіб жіночої статі у селищі припадало 102,4 чоловіків;  на 100 жінок у віці від 18 років та старших — 100,5 чоловіків також старших 18 років.
Середній дохід на одне домашнє господарство  становив 83 227 доларів США (медіана — 66 940), а середній дохід на одну сім'ю — 91 310 доларів (медіана — 72 417). Медіана доходів становила 46 799 доларів для чоловіків та 45 764 долари для жінок. За межею бідності перебувало 5,1 % осіб, у тому числі 6,3 % дітей у віці до 18 років та 1,1 % осіб у віці 65 років та старших.
Цивільне працевлаштоване населення становило 735 осіб. Основні галузі зайнятості: освіта, охорона здоров'я та соціальна допомога — 27,3 %, виробництво — 25,3 %, науковці, спеціалісти, менеджери — 7,8 %, транспорт — 7,6 %.